# 자재 명세서
자재 명세서(Bill of Materials, BOM)란 제품구성하는 모든 부품들에 대한 목록이다. 부품이 복잡한 요소들로 구성된 조립품인 경우는 계층적인 구조로 작성될 수 있다.